# Dương Phụng Lan
Dương Phụng Lan (tiếng Trung: 楊鳳蘭, tiếng Swahili: Yang Feng Glan) là một nữ doanh nhân Trung Quốc.

## Lịch sử
Dương Phụng Lan sinh năm 1949 tại Bắc Kinh, Trung Hoa Dân quốc. Bà trưởng thành trong những năm tháng sôi động nhất của Cách mạng Văn hóa.

### Bước đầu sự nghiệp
Năm 1966, thủ tướng Châu Ân Lai ngỏ ý viện trợ các nước Trung Phi bằng cách cử một nhóm kỹ sư trẻ sang giúp xây dựng thiết lộ tuyến Tanzania-Zambia. Bấy giờ, do thiết bị Trung Quốc hầu hết đã xuống cấp nên chính phủ phải vận động ngoại hối để nhập máy móc về. Có khoảng 56 ngàn kỹ sư Trung Quốc đã sang Trung Phi như một cơ hội tránh tai vạ Văn Cách, trong số đó có hai nhân vật sau này nên vợ nên chồng là Dương Phụng Lan và Đỗ Văn Minh. Năm 1975, Dương Phụng Lan đảm nhiệm thông dịch viên cho một công ty phụ trách lộ tuyến nối cảng Dar es Salaam tới Zambia, bằng khả năng học vấn, bà mau chóng trau dồi thành thạo tiếng Swahili, một công việc hỗ trợ đắc lực cho thành công về sau.
Ngày 14 tháng 07 năm 1976, lộ tuyến khánh thành, nhưng do trùng thời điểm tại Trung Quốc liên tiếp có quốc tang nên sự kiện này ít được người bên ngoài Trung Phi quan tâm. Chính thời điểm, này Dương Phụng Lan và Đỗ Văn Minh kẹt lại Tanzania. Để trang trải sinh hoạt, đôi vợ chồng này bắt đầu buôn bán từ nhỏ đến lớn.

### Trở thành trùm kinh doanh
Kể từ thập niên 1980, sản nghiệp gia đình Dương Phụng Lan rất phát đạt và nổi lên nhưng một trong những công ty có sức ảnh hưởng nhất tại vùng Trung Phi, trong khi tại quê nhà, ít người biết đến gia đình này. Tại Tanzania, Dương Phụng Lan hoạt động thương mại với danh nghĩa Công ty đầu tư Vạn Lý Trường Thành Bắc Kinh đã đăng ký bảo hộ thương hiệu.
Năm 1998, Dương Phụng Lan mở thêm một nhà hàng tại thủ đô Dar es Salaam, trở thành địa chỉ đỏ cho giới quan chức và du khách giàu có.
Năm 2012, khi Trung Quốc thi hành chính sách siết chặt quan hệ với châu Phi, doanh nhân Dương Phụng Lan được bổ nhiệm hội phó Thương hội Tanzania-Trung Hoa.
Năm 2015, theo một sắc lệnh bảo vệ môi sinh của tổng thống John Magufuli, giới chức trách Tanzania đã rà soát các doanh nghiệp có vốn ngoại quốc và phát hiện Vạn Lý Trường Thành Bắc Kinh thực chất là đường dây buôn lậu ngà voi với quy mô không thể ngờ. Tuy nhiên, do chưa có bằng chứng cụ thể, cuộc điều tra doanh nghiệp này chỉ trong vòng bí mật.
Mãi đến ngày 28 tháng 09 cùng năm, chủ tịch Dương Phụng Lan bất ngờ bị bắt tại thủ đô và đưa ra tòa với cáo buộc buôn lậu 1.900 kg ngà voi trong giai đoạn 2000-14, đồng thời, thiết lập chuỗi cung cấp ngà voi từ Trung-Đông Phi sang Trung Quốc với mật độ dày.
Ngày 19 tháng 02 năm 2019, Dương Phụng Lan bị tòa thượng thẩm Tanzania kết án 15 năm tù với tội danh "cầm đầu một băng đảng tội phạm có tổ chức" (有組織黑幫犯罪), đồng thời, phải nộp phạt 12.9 triệu USD cho hành vi săn trộm ngà voi, tuy nhiên tội trạng này được xét câu lưu nhờ những đóng góp của bà cho nền kinh tế Tanzania. Báo giới đặt cho bà biệt danh Tượng Nha nữ chúa (象牙女王). Sự kiện này cũng được dư luận Trung Phi mệnh danh là phiên tòa thế kỉ tại Tanzania.